# Virslīga 2018
Die Virslīga 2018 war die 27. Spielzeit der höchsten lettischen Fußball-Spielklasse der Herren seit deren Neugründung im Jahr 1992. Sie wurde vom Lettischen Fußballverband ausgetragen. Die Spielzeit begann am 31. März und endete am 10. November 2018.
Riga FC wurde zum ersten Mal lettischer Meister.

## Modus
Die Liga startete mit acht Vereinen.
Der SK Babīte wurde im Juni 2017 wegen bestätigter Spielmanipulation aus der Liga ausgeschlossen und musste zwangsweise absteigen. Infolgedessen wurden alle Spiele von Babīte der Vorsaison annulliert. Die Mannschaft wird durch den einzigen Neuling, der Valmieras FK, ersetzt.

## Vereine
| Verein                         | Stadt     | Stadion              | Kapazität |
| ------------------------------ | --------- | -------------------- | --------- |
| Riga FC                        | Riga      | Skonto-Stadion       | 9.000     |
| FK Liepāja                     | Liepāja   | Daugava-Stadion      | 5.000     |
| FK Jelgava                     | Jelgava   | Ozolnieku-Stadion    | 2.200     |
| FK Ventspils                   | Ventspils | Olimpiskais-Stadion  | 3.200     |
| FK Spartaks Jūrmala            | Jūrmala   | Slokas-Stadion       | 2.000     |
| Valmieras FK                   | Valmiera  | Jānis-Daliņš-Stadion | 2.000     |
| FS Metta/Latvijas Universitāte | Riga      | Arkādija-Stadion     | 0.250     |
| FK RFS                         | Riga      | Arkādija-Stadion     | 0.250     |

## Abschlusstabelle
| Pl. | Verein                         | Sp. | S  | U | N  | Tore    | Diff. | Punkte |
| --- | ------------------------------ | --- | -- | - | -- | ------- | ----- | ------ |
| 1.  | Riga FC                        | 28  | 20 | 4 | 4  | 045:160 | +29   | 64     |
| 2.  | FK Ventspils                   | 28  | 18 | 6 | 4  | 054:220 | +32   | 60     |
| 3.  | FK RFS                         | 28  | 18 | 1 | 9  | 057:230 | +34   | 55     |
| 4.  | FK Liepāja (P)                 | 28  | 15 | 6 | 7  | 046:250 | +21   | 51     |
| 5.  | FK Spartaks Jūrmala (M)        | 28  | 12 | 6 | 10 | 048:370 | +11   | 42     |
| 6.  | FK Jelgava                     | 28  | 6  | 3 | 19 | 019:480 | −29   | 21     |
| 7.  | FS Metta/Latvijas Universitāte | 28  | 5  | 4 | 19 | 024:520 | −28   | 19     |
| 8.  | Valmieras FK (N)               | 28  | 2  | 2 | 24 | 022:920 | −70   | 08     |

Platzierungskriterien: 1. Punkte – 2. Direkter Vergleich (Punkte, Tordifferenz, geschossene Tore) – 3. Tordifferenz – 4. geschossene Tore

| (M) | amtierender Meister     |
| (P) | amtierender Pokalsieger |
| (N) | Neuaufsteiger           |

## Kreuztabelle
| Spieltag 1–14                  | Riga FC | FK Ventspils | FK RFS | FK Liepāja | FK Spartaks Jūrmala | FK Jelgava | FS Metta/Latvijas Universitāte | Valmieras FK |
| ------------------------------ | ------- | ------------ | ------ | ---------- | ------------------- | ---------- | ------------------------------ | ------------ |
| Riga FC                        |         | 1:0          | 1:2    | 2:2        | 1:0                 | 1:0        | 1:0                            | 6:1          |
| FK Ventspils                   | 1:0     |              | 1:1    | 1:1        | 1:2                 | 0:0        | 3:1                            | 3:1          |
| FK RFS                         | 2:1     | 3:1          |        | 0:1        | 0:2                 | 3:0        | 3:1                            | 4:0          |
| FK Liepāja                     | 1:0     | 1:4          | 3:5    |            | 1:1                 | 3:1        | 0:1                            | 4:0          |
| FK Spartaks Jūrmala            | 0:1     | 1:2          | 0:2    | 2:2        |                     | 1:0        | 3:0                            | 3:0          |
| FK Jelgava                     | 0:1     | 0:2          | 0:2    | 0:2        | 1:0                 |            | 1:1                            | 5:1          |
| FS Metta/Latvijas Universitāte | 0:1     | 2:2          | 0:1    | 0:3        | 1:3                 | 3:0        |                                | 2:2          |
| Valmieras FK                   | 0:2     | 1:3          | 0:6    | 0:2        | 2:4                 | 1:4        | 1:1                            |              |

| Spieltag 15–28                 | Riga FC | FK Ventspils | FK RFS | FK Liepāja | FK Spartaks Jūrmala | FK Jelgava | FS Metta/Latvijas Universitāte | Valmieras FK |
| ------------------------------ | ------- | ------------ | ------ | ---------- | ------------------- | ---------- | ------------------------------ | ------------ |
| Riga FC                        |         | 0:0          | 1:0    | 1:0        | 4:4                 | 2:0        | 2:1                            | 3:0          |
| FK Ventspils                   | 0:1     |              | 2:0    | 1:0        | 1:1                 | 2:0        | 4:1                            | 4:1          |
| FK RFS                         | 1:2     | 1:2          |        | 0:1        | 0:1                 | 1:0        | 3:0                            | 3:0          |
| FK Liepāja                     | 0:0     | 0:1          | 1:0    |            | 1:0                 | 2:0        | 0:1                            | 6:2          |
| FK Spartaks Jūrmala            | 1:3     | 1:2          | 0:4    | 2:2        |                     | 4:1        | 4:3                            | 4:0          |
| FK Jelgava                     | 0:3     | 0:3          | 0:4    | 0:2        | 0:0                 |            | 1:0                            | 3:2          |
| FS Metta/Latvijas Universitāte | 0:2     | 0:2          | 0:2    | 0:2        | 0:3                 | 1:2        |                                | 2:1          |
| Valmieras FK                   | 0:2     | 1:6          | 2:4    | 0:3        | 2:1                 | 1:0        | 0:2                            |              |

## Relegation
Am Ende der regulären Saison trat der Zweitplatzierte der 1. līga gegen den Siebtplatzierten der Virslīga in der Relegation an. Die Spiele waren am 14. und 17. November 2018.
| Datum        |                                | Ergebnis | !Tore |
| ------------ | ------------------------------ | -------- | --- |
| 14. 11. 2018 | FS Metta/Latvijas Universitāte | 7:2      | SK Super Nova \|\|1:0, 3:0 Van-Dave Gbowea (25.), (42.); 2:0 Ševejova (34.), 4:0, 6:1 Fjodorovs; 5:0 Lagūns; 5:1 Edgars Kārkliņš (56.); 6:2 Kabelo Seriba (81. ET); 7:2 Dschamalutdinow (90.+2) |
| 17. 11. 2018 | SK Super Nova                  | 0:3      | FS Metta/Latvijas Universitāte \|\| 0:1 Dschamalutdinow (24.); 0:2 Van-Dave Gbowea (40.); 0:3 Kovaļonoks (60.)                                                                                  |
| Gesamt:      | FS Metta/Latvijas Universitāte | 10:20    | SK Super Nova |

## Torschützenliste
| Pl. | Name               | Mannschaft          | Tore |
| --- | ------------------ | ------------------- | ---- |
| 01. | Darko Lemajić      | Riga FC             | 15   |
| 02. | Maksim Marusič     | FK RFS              | 14   |
| 03. | Tosin Aiyegun      | FK Ventspils        | 13   |
| 03. | Adeleke Akinyemi   | FK Ventspils        | 13   |
| 03. | Aleksejs Višņakovs | FK Spartaks Jūrmala | 13   |
| 06. | Ģirts Karlsons     | FK Liepāja          | 10   |
| 07. | Jānis Ikaunieks    | FK Liepāja          | 09   |